# Heiner Schmitz
Heiner Schmitz (* 1979 in Leipzig) ist ein deutscher Jazzmusiker (Saxophon, Komposition, Arrangement).

## Leben und Wirken
Schmitz wuchs als Kind in Leipzig, seit 1991 in Köln auf. 2001 begann er an der Hochschule für Musik und Tanz Köln ein Jazzkompositionsstudium bei Bill Dobbins, Joachim Ullrich und Frank Reinshagen. Hinzu kamen Workshops und weiterer Unterricht bei Dave Liebman, Jim McNeely oder John Hollenbeck.
Schmitz ist seit 2010 festes Mitglied der Crossover-Band Jazzkantine, mit der er auch mehrere Alben einspielte und Theaterprojekte am Staatstheater Braunschweig umsetzte. 2012 realisierte er das Album Odyssee mit dem Cologne Contemporary Jazz Orchestra und Christian Brückner; 2015 folgte mit seinem Großensemble Symprophonicum das Projekt Sins & Blessings, das zuerst für den Deutschlandfunk produziert und 2017 vom Label WismART veröffentlicht wurde. Mit der Wednesday Night Bigband spielte er eine DVD ein. Er trat auf zahlreichen Festivals wie Elbjazz, Jazzfest Gronau, Jazz Fest Wien oder der Burghauser Jazzwoche auf, 2017 beim Jazzfest Bonn mit seinem Quintett Organic Underground (gleichnamiges Album bei A-Jazz 2018). Mit dem Cologne Contemporary Jazz Orchestra erschien 2022 sein Album Tales from the Wooden Kingdom bei Klaeng Records. Im Quintett mit Martin Schulte, Simon Seidl, Matthias Akeo Nowak und Ralf Gessler folgte 2023 Rote Möbel in der blauen Datsche.
Schmitz schrieb Kompositionen und Arrangements für Bigband, die vom Bundesjazzorchester, der NDR-Bigband, der hr-Bigband oder dem Cologne Contemporary Jazz Orchestra aufgeführt wurden. Auch orchestrierte er für Sinfonieorchester wie das Staatsorchester Braunschweig, die Bergischen Symphoniker oder das Klangkraft Orchester Duisburg. Zudem schrieb er Filmmusiken für Kurz- und Industriefilme. Seit 2011 lehrt er Jazztheorie und -komposition an der Hochschule Osnabrück.
2017 wurde Schmitz für seine Verdienst um den Jazz in Erftstadt mit dem Großen Kulturpreis Erftstadt ausgezeichnet. 2019 erhielt er den WDR-Jazzpreis (Komposition).